# Satoko Date
Satoko Date (伊達里子, Date Satoko), née le 11 octobre 1910 à Yokosuka et morte le 23 octobre 1972 à Tokyo, est une actrice japonaise.

## Biographie

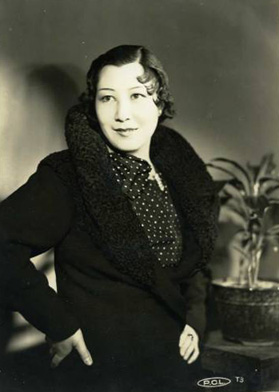
Satoko Date vers 1935.

Née dans le quartier de Shioiri à Yokosuka, Satoko Date est diplômée de l'école Bunka Gakuin en 1927.  Elle entre à la Shōchiku en 1929 et apparaît pour la première fois à l'écran dans Perle éternelle de Hiroshi Shimizu. En 1931, elle interprète le rôle de la voisine indélicate amatrice de Jazz dans Mon amie et mon épouse de Heinosuke Gosho, le premier film entièrement sonore du cinéma japonais. Elle rejoint la Nikkatsu en 1933 où elle tourne aux côtés de Denjirō Ōkōchi, puis la P.C.L. en 1935. Elle prend sa retraite du monde du spectacle en 1952.
Satoko Date a tourné dans près de cent films entre 1929 et 1952.

## Filmographie partielle

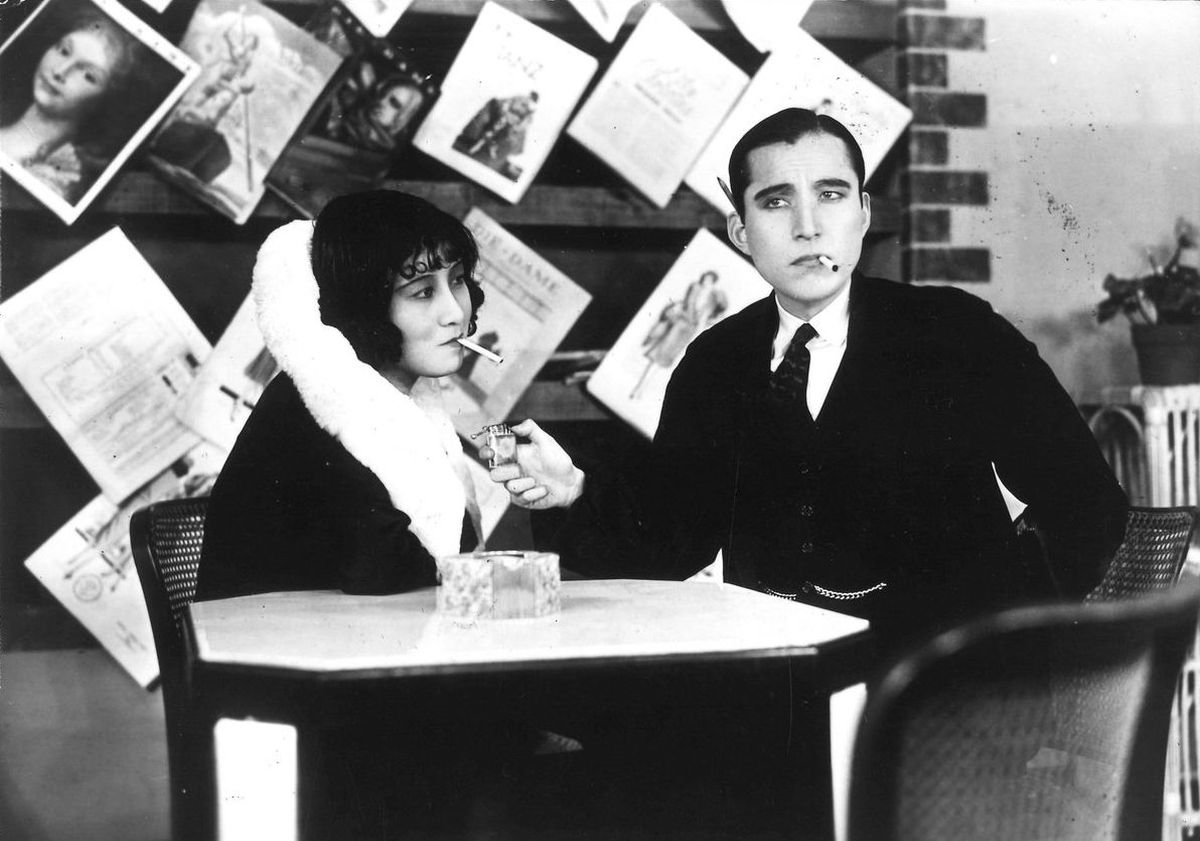
Satoko Date et Tokihiko Okada dans La Dame et le Barbu (1931).

- 1929 : Perle éternelle (不壊の白珠, Fue no shiratama?) de Hiroshi Shimizu : Tatsuko
- 1929 : Dansu gāru no hiai (ダンスガールの悲哀?) de Keisuke Sasaki
- 1930 : Supōtsu seishin (スポーツ精神?) de Yoshio Nishio
- 1930 : Va d'un pas léger (朗かに歩め, Hogaraka ni ayume?) de Yasujirō Ozu : Chieko
- 1930 : Une beauté (麗人, Reijin?) de Yasujirō Shimazu
- 1930 : L'Esprit vengeur d'Éros (エロ神の怨霊, Erogami no onryo?) de Yasujirō Ozu : Yumeko, la danseuse
- 1930 : Umibōzu nayamashi (海坊主悩まし?) de Torajirō Saitō
- 1930 : Le Sang de la jeunesse (青春の血は躍る, Seishun no chi wa odoru?) de Hiroshi Shimizu : Ruriko
- 1930 : Koi no shakkin gurui no senjutsu (恋の借金狂ひの戦術?) de Torajirō Saitō
- 1930 : Wakamono yo naze naku ka (若者よなぜ泣くか?) de Kiyohiko Ushihara
- 1930 : Rusuchū hatten (留守中発展?) de Hiromasa Nomura
- 1931 : La Dame et le Barbu (淑女と髯, Shukujo to hige?) de Yasujirō Ozu : Satoko
- 1931 : La Voie lactée (銀河, Ginga?) de Hiroshi Shimizu
- 1931 : Mon amie et mon épouse (マダムと女房, Madamu to nyōbō?) de Heinosuke Gosho : Sakiko Yamakawa ou Madame, la voisine
- 1932 : Où sont les rêves de jeunesse ? (青春の夢いまいづこ, Seishun no yume ima izuko?) de Yasujirō Ozu : fille fortunée
- 1932 : Jusqu'à notre prochaine rencontre (また逢ふ日まで, Mata au hi made?) de Yasujirō Ozu : la petite amie
- 1933 : La Fille couleur de pêche (桃色の娘, Momoiro no musume?) de Kajirō Yamamoto
- 1933 : Tange Sazen I (丹下左膳 第一篇, Tange Sazen: Daiichihen?) de Daisuke Itō
- 1934 : Tange Sazen II (丹下左膳 剣戟の巻, Tange Sazen: Kengeki no maki?) de Daisuke Itō
- 1934 : La Carrière d'un simple soldat (足軽出世譚, Ashigaru shusse-tan?) de Sadao Yamanaka : Ochō
- 1935 : La Fille aux violettes (すみれ娘, Sumire musume?) de Kajirō Yamamoto
- 1935 : Sanshokuki birudingu (三色旗ビルディング?) de Sotoji Kimura
- 1936 : Enoken no Donguri Tonbei (エノケンのどんぐり頓兵衛?) de Kajirō Yamamoto
- 1936 : Une avenue au matin (朝の並木路, Ashita no namikimichi?) de Mikio Naruse : Mitsuko
- 1936 : Tōkyō rapesodi (東京ラプソディ?) d'Osamu Fushimizu
- 1937 : Hatoba Yakuza (波止場やくざ?) de Kazunobu Shigemune
- 1938 : L'Amour de Tojuro (藤十郎の恋, Tōjurō no koi?) de Kajirō Yamamoto
- 1939 : Hadaka no kyōkasho (裸の教科書?) de Kunio Watanabe
- 1939 : Puropera oyaji (プロペラ親爺?) de Kunio Watanabe
- 1939 : Hana tsumi nikki (花つみ日記?) de Tamizō Ishida
- 1940 : Kingorō no musume monogatari (金語楼のむすめ物語?) de Nobuo Nakagawa
- 1940 : Le Singe-pèlerin (エノケンの孫悟空, Enoken no songokū?) de Kajirō Yamamoto
- 1941 : La Jeune Épouse de mon frère (兄の花嫁, Ani no hanayome?) de Yasujirō Shimazu
- 1941 : Orizuru shichi henge: Zenpen (をり鶴七変化 前篇?) de Tamizō Ishida
- 1941 : Orizuru shichi henge: Kōhen (をり鶴七変化 後篇?) de Tamizō Ishida
- 1941 : Le Héron blanc (白鷺, Shirasagi?) de Yasujirō Shimazu
- 1941 : Wagaya wa tanoshi (我が家は楽し?) de Nobuo Aoyagi
- 1941 : Le Chemin de gloire d'un homme (男の花道, Otoko no hanamichi?) de Masahiro Makino
- 1943 : Ina no Kantarō (伊那の勘太郎?) d'Eisuke Takizawa
- 1943 : Mademoiselle Hanako (ハナ子さん, Hanako-san?) de Masahiro Makino
- 1948 : Basha monogatari (馬車物語?) de Nobuo Nakagawa
- 1948 : La Fleur éclose (花開く-待ち焦より, Hana hiraku - Machiko yori?) de Kon Ichikawa
- 1949 : Nabeshima kaibyou den (鍋島怪猫伝?) de Kunio Watanabe
- 1950 : L'Amour d'une mère (母情, Bojō?) de Hiroshi Shimizu
- 1951 : Sous les fleurs de pêcher (桃の花の咲く下で, Momo no hana no saku shita de?) de Hiroshi Shimizu
- 1952 : Chakkari fujin to Ukkari fujin (チャッカリ夫人とウッカリ夫人?) de Kunio Watanabe[4]